# Воронів (потік)
Воронів (пол. Woronów) — потік в Україні, у Городенківському районі Івано-Франківської області у Галичині. Правий доплив Хотимирки, (басейн Дністра).

## Опис
Довжина потоку приблизно 3,94 км, найкоротша відстань між витоком і гирлом — 3,49 км, коефіцієнт звивистості потоку — 1,13. Формується безіменними струмками. Потік тече на Покутті.

## Розташування
Бере початок на північно-західній стороні від безіменної гори (320,7 м) на південно-західній стороні від села Воронів. Тече переважно на північний захід через село Незвисько і впадає в річку Хотимирку, праву притоку Дністра.

## Цікавий факт
- У селі Незвисько річку перетинає автошлях Р20[2].